# Wołodymyr Kossar
Wołodymyr Kossar (niem. Wladimir Kossar) (ur. 23 listopada 1890 w Rusyłowie koło Buska - zm. 11 maja 1970 w St. Catharines) – ukraiński działacz społeczny i agronom, kapitan Ukraińskiej Armii Halickiej, dowódca 5 Brygady Piechoty UHA.

## Życiorys
Ukończył gimnazjum we Lwowie, a następnie Akademię Rolniczą w Dublanach. W latach 1912–1913 ukończył austriacką szkołę podoficerską. W czasie I wojny światowej, jako porucznik rezerwy Czeskiego Pułku Piechoty Nr 28 walczył na froncie rosyjskim i włoskim. Po wojnie polsko-ukraińskiej internowany, przedostał się do Czechosłowacji.
Od 1927 na emigracji w Kanadzie. Był jednym z założycieli Ukraińskiej Hromady Strzeleckiej w Kanadzie, w latach 1937-1954 przewodniczącym Ukraińskiego Zjednoczenia narodowego w Kanadzie, przez wiele lat zastępcą przewodniczącego Komitetu Ukraińców Kanady. Przewodniczący spółki wydawniczej "Nowyj Szliach".

## Ordery i odznaczenia
W czasie służby w c. i k. Armii otrzymał:
- Krzyż Zasługi Wojskowej 3 klasy z dekoracją wojenną i mieczami,
- Signum Laudis Brązowy Medal Zasługi Wojskowej z mieczami na wstążce Krzyża Zasługi Wojskowej,
- Srebrny Medal Waleczności 2 klasy,
- Krzyż Wojskowy Karola[2].